# 唐·亨里克森
唐纳德·安东·亨里克森（英語：Donald Anton Henriksen，1929年10月10日—2008年5月14日），美国NBA联盟前职业篮球运动员。